# San Isidro (östra Atzalan kommun)
San Isidro är en ort i Mexiko.   Den ligger i kommunen Atzalan och delstaten Veracruz, i den sydöstra delen av landet, 230 km öster om huvudstaden Mexico City. San Isidro ligger 659 meter över havet och antalet invånare är 314.
Terrängen runt San Isidro är lite bergig. Runt San Isidro är det ganska tätbefolkat, med 129 invånare per kvadratkilometer. Närmaste större samhälle är Martínez de la Torre, 17,6 km norr om San Isidro. Omgivningarna runt San Isidro är en mosaik av jordbruksmark och naturlig växtlighet.